# Platybunoides
Platybunoides is een geslacht van hooiwagens uit de familie Phalangiidae (Echte hooiwagens).
De wetenschappelijke naam Platybunoides is voor het eerst geldig gepubliceerd door Silhavý in 1956. 

## Soorten
Platybunoides is monotypisch en omvat slechts de volgende soort:
- Platybunoides argaea